# いけうちしん
いけうち しん（1972年2月8日 - ）日本の俳優・パフォーマー・ラジオパーソナリティ・漫画家・脚本家。劇団とんとこパピィ代表。血液型はA型。

## 来歴・人物
大分県日田市出身。大分県立大分工業高等学校卒業後、1990年「306号室の彼女」（リイド社・コミックジャックポット）で漫画家デビュー。九州を中心に、舞台・テレビ・ラジオ・イベント等で、様々な表現活動を行っている。
2008年4月より、ＯＢＳラジオの平日午後のワイド番組「ごごらくワイド」に出演。（2008年～小野亜希子、2009年～舘原美幸と、（木・金 ）を担当。）その後も、DreamsFM・はっぴぃ！FM・えびすFMで、番組パーソナリティを担当。ラジオドラマへの出演や、脚本提供も多い。
現在は、演劇・パフォーマンスの学校訪問公演や、イベントへの出演の他、生涯学習活動も精力的に行っている。

## 出演番組

### ラジオ

#### レギュラー番組
- 「ちょっといい朝」（えびすFM）毎週（月）7:00～9:00[4]
- 「896わいわい横丁」（えびすFM）毎週（月）10:00～12:00
- 防災ラジオドラマ「えびすさん家(ち)の防災日記」[5]（えびすFM）脚本 出演

#### 過去出演番組
- 「ごごらくワイド」（OBSラジオ）パーソナリティ
- 「夕ドキ放送局」（はっぴぃ！FM）パーソナリティ
- 「はっぴぃ羅針盤」（はっぴぃ！FM）パーソナリティ
- 「Ｋｅｅｐ　Ｏｎ　Ｇｏｉｎｇ」（DreamsFM）パーソナリティ
- ｢演歌パラダイス」（DreamsFM）パーソナリティ
- 「筑紫次郎むかし物語」（RKBラジオ）ラジオドラマ
- 「FMシアター些細なうた」[6]（NHK）ラジオドラマ
- 「ＦＭシアター 伝説のデスロード」[7]（NHK）ラジオドラマ

### テレビ
- 「安藤豊の夕方どんどん」リポーター（RKB毎日放送)
- 「ゴマサバア」リポーター（RKB毎日放送)
- 「土曜ワイド劇場・東京駅お忘れ物預り所」（tv.asahi）
- 「ルビコンの決断」（テレビ東京）
- 「河童五代目」[8]

（ナレーション）（STS）

## 漫画・脚本
1990年「306号室の彼女」（リイド社・ジャックポット）で漫画家デビュー。

### 漫画連載
- 「鉄馬書房」：ミスターバイク（モーターマガジン社）
- パチンコプレス：「いけうちしんのパチンコぶっこみまくり」（メディアプレス）
- 他、漫画アクション（双葉社）イケイケ課長（ぶんか社）ジャックポット（リイド社）等、商業誌・地方誌等、漫画・イラスト発表多数。

### 脚本
- NHKラジオドラマ「プレイボール33」脚本
- えびすFM防災ラジオドラマ「えびすさん家（ち）の防災日記」脚本

他・舞台・イベント等脚本多数。

## 受賞
- 漫画アクション第67回月間新人奨励賞
- 漫画アクション91年度新人賞選考委員推薦作品